# Xã Union, Quận Nevada, Arkansas
Xã Union (tiếng Anh: Union Township) là một xã thuộc quận Nevada, tiểu bang Arkansas, Hoa Kỳ. Năm 2010, dân số của xã này là 216 người.